# Râul Măcicaș, Timiș
Râul Măcicaș sau Râul Rugiu este un afluent al râului Timiș. 